# شمتو
شِمْتُو(باللاتينية: Simitthus أو Colonia Iulia Augusta Numidica Simitthensium) هو موقع أثري تونسي يقع قرب مدينة جندوبة يرجع إلى العهد النوميدي.
يرجع تاريخ الموقع إلى القرن الخامس قبل الميلاد، ومن أبرز معالمه ضريح أقامه الملك الأمازيغي النوميدي مكيبسا لوالده ماسينيسا. يوجد في الموقع أيضا عدة مخلفات للعهد الروماني كبازيليك وقوس نصر ومدرج ودكاكين صغيرة. اقترن اسم الموقع بدرجة كبيرة برخام أصفر ووردي يستخرج من مقاطع توجد به. تمت حملة واسعة للحفريات وتهيئة للموقع في إطار التعاون التونسي الألماني. يضم كذلك الموقع متحفًا.

## تاريخ

### الحقبة البونيقية النوميدية

مخطط مدينة شمتو

ولدت مستعمرة بعد غزو النوميديين لوادي مجردة. من المفترض أنها كانت موجودة بالفعل في القرن الخامس قبل الميلاد. ، شيئا فشيئا، تطورت المدينة الصغيرة بفضل موقعها على مفترق طريقين رئيسيين، يربطان قرطاج بهيبو ريجيوس عبر بولا ريجيا، وثابراجا إلى سيكا فينيريا ، ومعبر النهر. أقامت ميسيبسا ملاذًا لوالدها الراحل الملك ماسينيسا، وذلك بفضل محاجر الرخام التي كان من الممكن استغلالها هناك منذ القرن الثاني قبل الميلاد. في الواقع، منذ فترة تكوينها، كانت هناك اتصالات تجارية كبيرة مع حوض البحر الأبيض المتوسط وسمحت بالتصدير المنهجي للجيالو أنتيكو. كما أنها تتأثر بالثقافة البونيقية، كما يتضح، من بين أمور أخرى، من خلال الإنشاءات واستخدام نظام الوحدات الخاص بها.

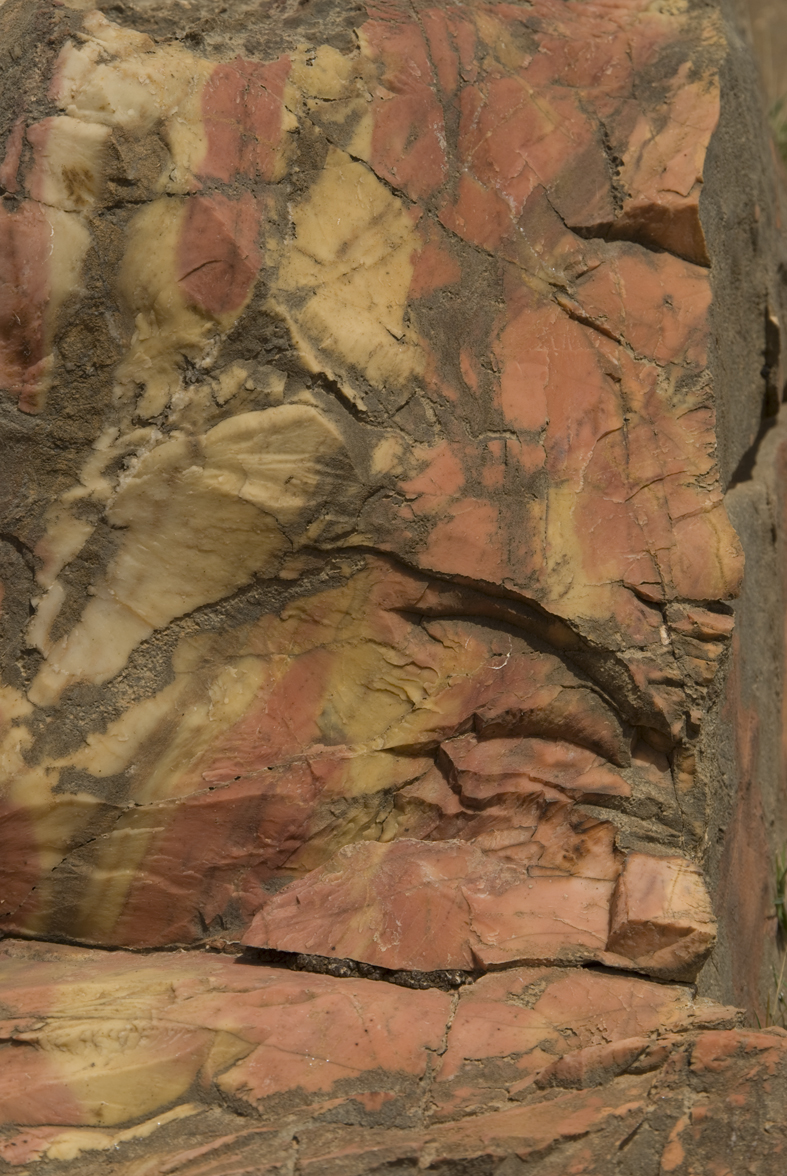
الرخام الأصفر

وتم اكتشاف المستوطنة بطرقها وقنواتها ومناطقها السكنية في الثمانينيات في محيط المنتدى الروماني. وتشمل مقبرة ما قبل الرومان، المحفوظة تحت المنتدى، والتي تم استخدامها من القرن الرابع إلى القرن الأول قبل الميلاد. ، مع مقابر ضخمة أعيد بناؤها جزئيا.

### الحقبة الرومانية
في بداية فترة الإمبراطورية الرومانية، كانت المدينة بلدية، قبل أن تصبح مستعمرة في عام 27 قبل الميلاد. قبل الميلاد تحت اسم Colonia Iulia Augusta Numidica Simitthensium كولونيا يوليا أوغستا نوميديكا سيميتثينسيوم.
في القرن الأول قبل الميلاد ، بدأ التنقيب في الصخر على نطاق واسع في عهد أغسطس، حيث آل الاستغلال إلى المحاربين القدامى الذين يوجهون المداانين إلى العمل القسري. ثم كان ينظر إلى الرخام الأصفر العتيق في المجتمع الروماني الراقي باعتباره مادة فاخرة ذات قيمة عالية (تمتعت فيما بعد بسمعة ممتازة بين الإيطاليين تحت اسم جيالو أنتيكو). وقد تم استخدامه في أماكن بعيدة مثل روما في المباني الإمبراطورية الفخمة. كان من الممكن أيضًا استخدامه في تشييد المباني المحلية المرموقة (خاصة المعابد والفيلات) ولكن أيضًا في مختلف المقاطعات الرومانية والبيزنطية. ويوجد الرخام في أعمدة أعمدة حمامات أنطونيوس بقرطاج.
ازدهرت شمتو خلال الإمبراطورية العليا ووصلت إلى ذروتها في عهد السيفيريان وفي عام 411، عُرفت المدينة بأنها مقر للأسقفية

## التراث العالمي
سجلت تونس العديد من المواقع في لائحة التراث العالمي، ومن بينها موقع شمتو الذي انضم إلى القائمة الارشادية المؤقتة لمواقع التراث العالمي لتكون ضمن قائمة مواقع التراث العالمي في تونس" وذلك منذ سنة 2012.

## معرض صور

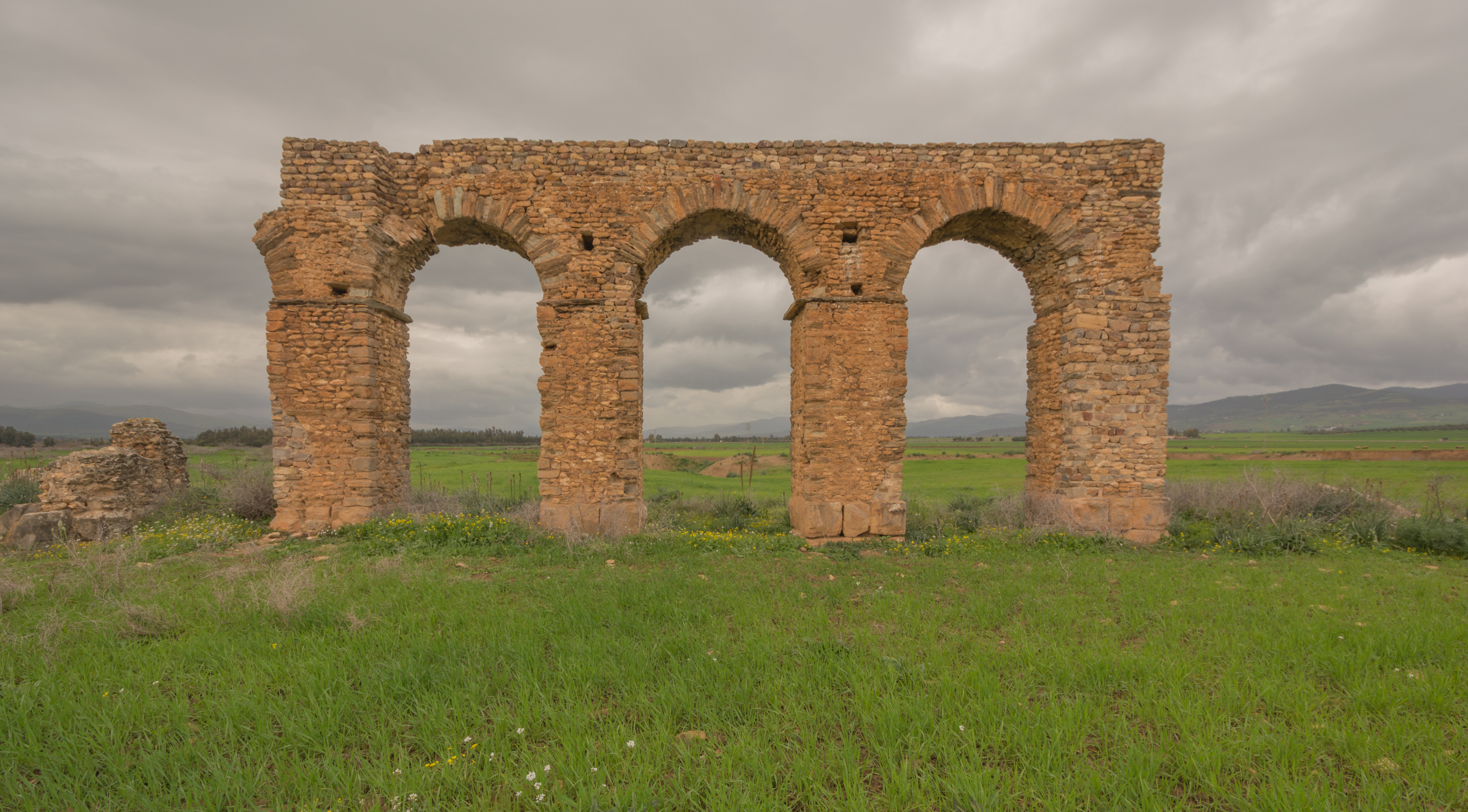
قناة حاملة للمياه
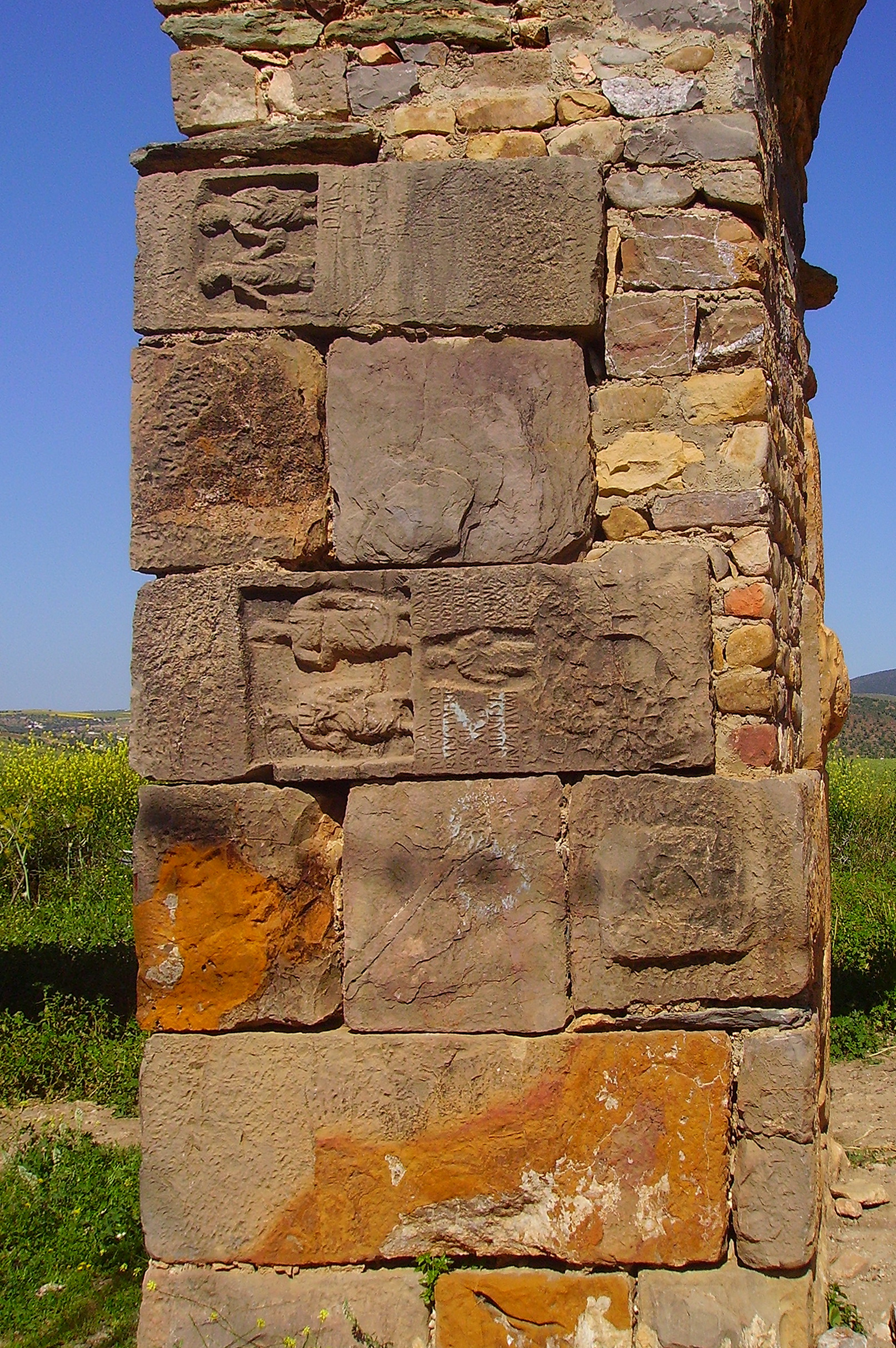
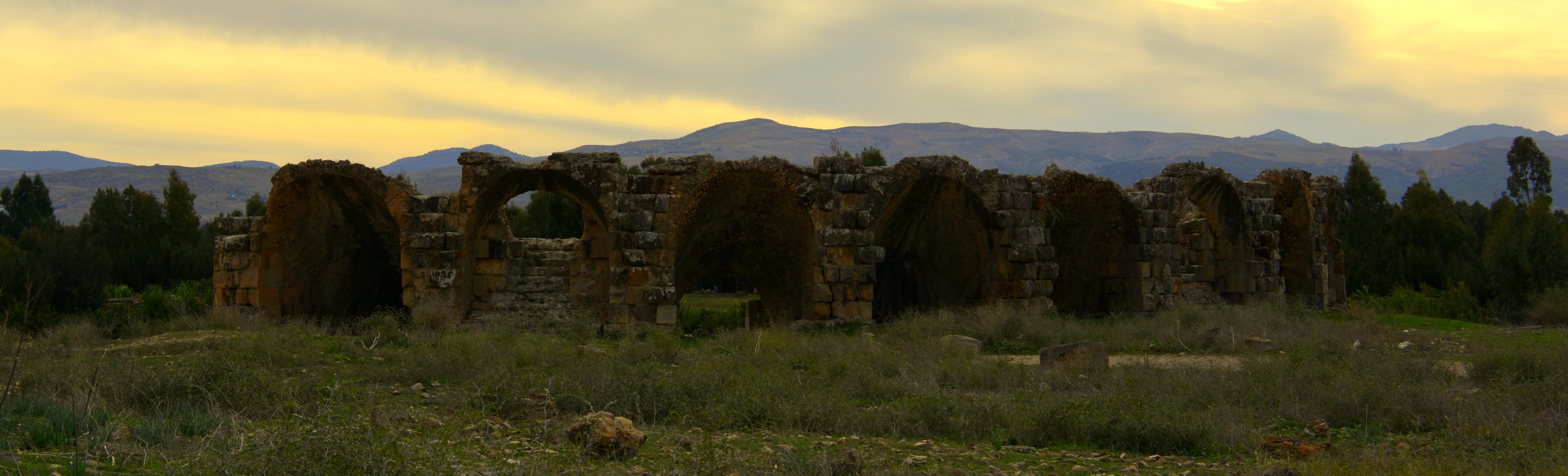
المسرح الروماني
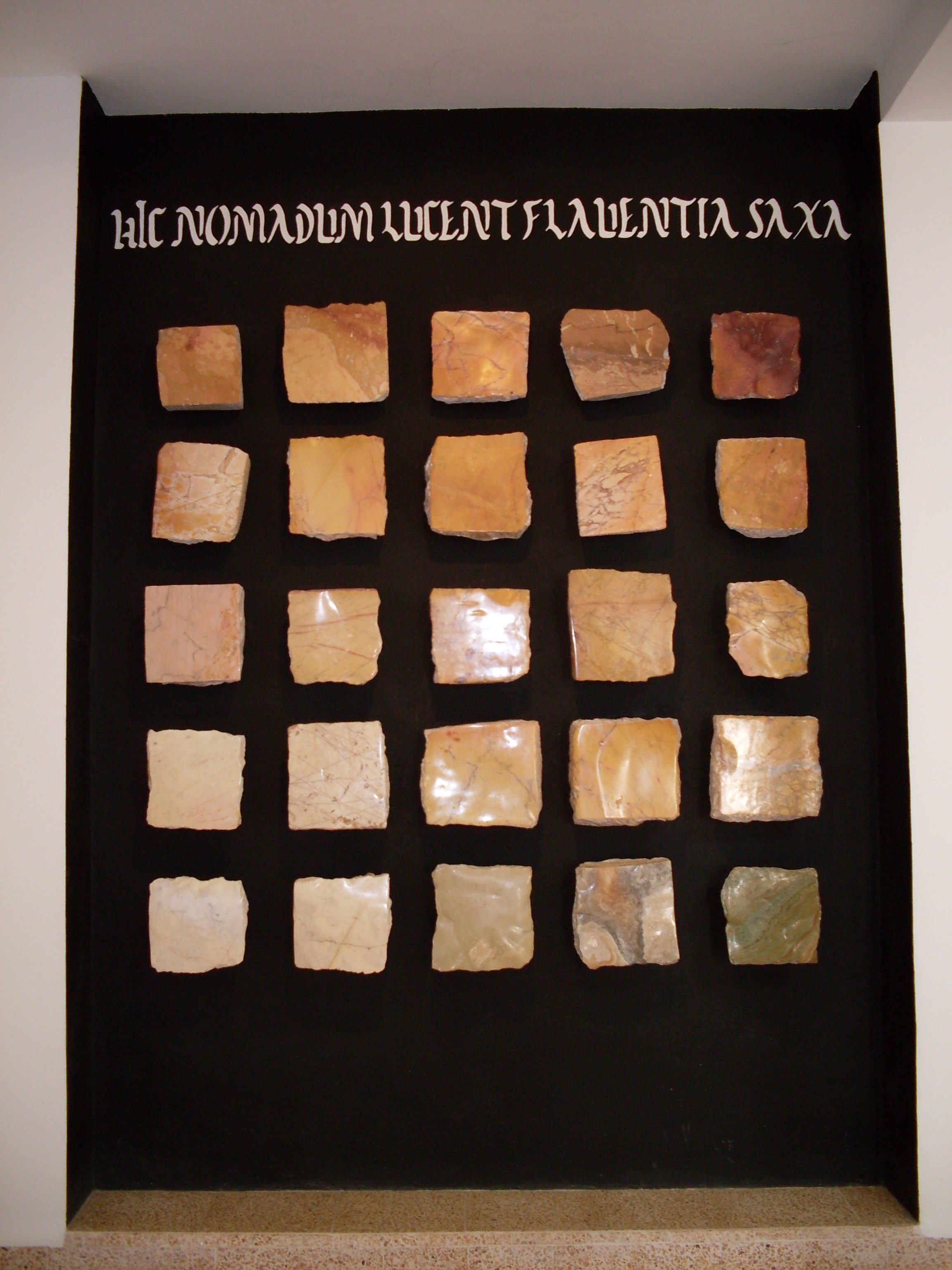
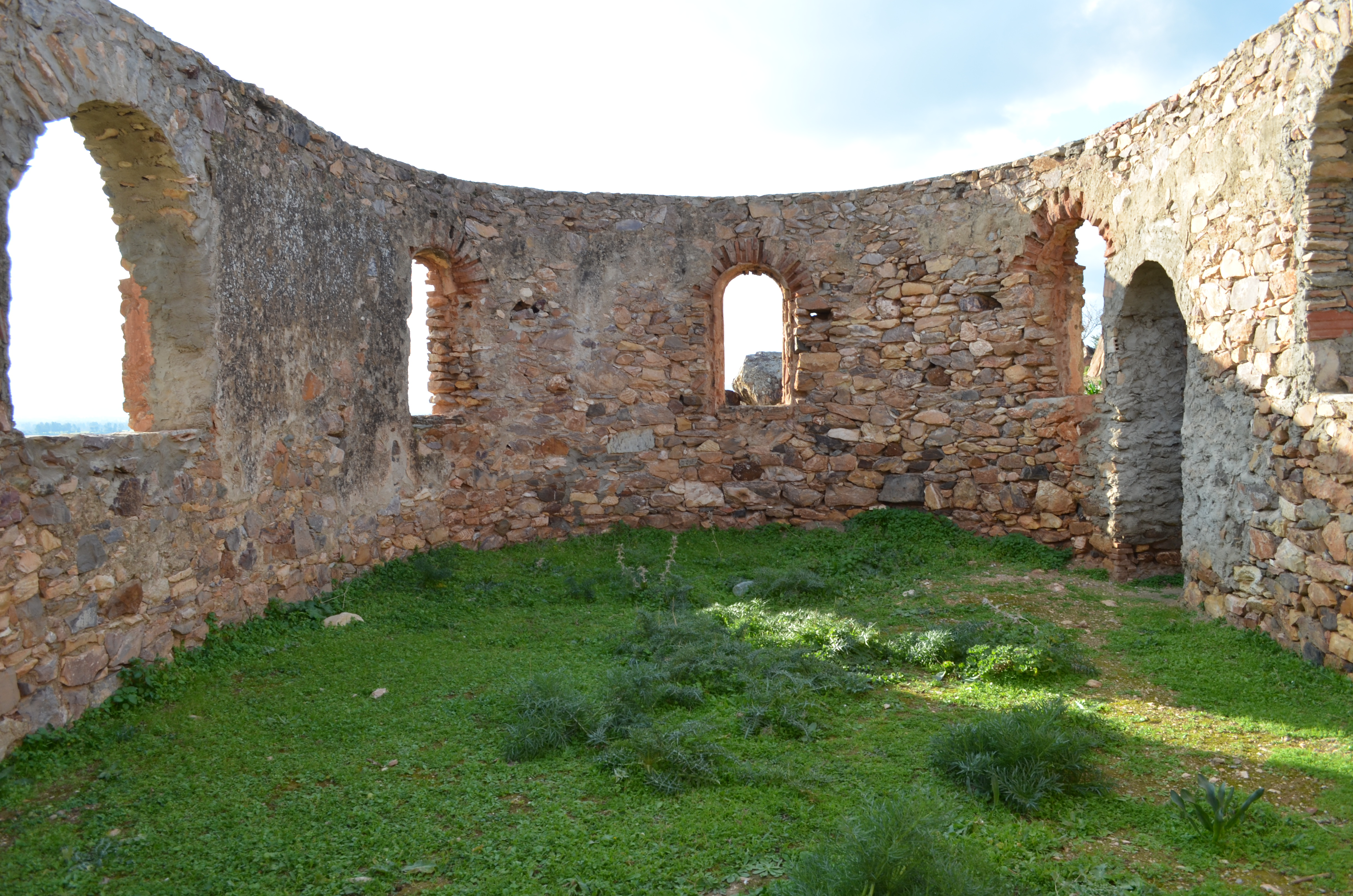
الكنيسة
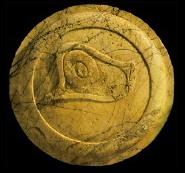
درع

## وصلات خارجية
- موقع عن شمتو.
- شمتو في موقع وكالة إحياء التراث والتنمية الثقافية.